# Forever (Alekseev)
Forever è un singolo del cantante ucraino Alekseev, pubblicato il 10 febbraio 2018 su etichetta discografica Zion Music.
Scritto da Kyrylo Pavlov ed Evhen Matjušenko, il brano è stato selezionato per l'Eurofest 2018, processo di selezione bielorusso per l'Eurovision Song Contest. Nella serata finale del programma è stato proclamato vincitore del programma, avendo ottenuto il massimo dei punteggi da parte della giuria e del pubblico. Questo gli ha concesso il diritto di rappresentare la Bielorussia all'Eurovision Song Contest 2018, a Lisbona, in Portogallo.
Il brano ha gareggiato nella prima semifinale dell'8 maggio 2018, competendo con altri 18 artisti per uno dei dieci posti nella finale del 12 maggio.
Nel marzo 2018 l'artista ucraino ha registrato la versione russa del pezzo, Navsegda (Навсегда).

## Tracce
Download digitale
1. Forever (Eurovision Version) – 3:08